# Odense Boldklub
Odense Boldklub – duński klub piłkarski z siedzibą w mieście Odense na wyspie Fionia.

## Sukcesy
- mistrzostwa Danii:
  - mistrzostwo (3): 1977, 1982, 1989
  - wicemistrzostwo (6): 1950/1951, 1983, 1992/1993, 2008/2009, 2009/2010, 2010/2011
- Puchar Danii
  - zwycięstwo (5): 1982/1983, 1990/1991, 1992/1993, 2001/2002, 2006/2007
  - finał (2): 1973/1974, 2021/2022
- Puchar Intertoto:
  - zwycięstwo (1): 2006

## Historia
Klub Odense BK założony został 12 lipca 1887. Największe sukcesy odnosił w latach 70. i 80., trzykrotny mistrz Danii, pięciokrotny zdobywca Pucharu Danii, w 2006 wywalczył kwalifikację do Pucharu UEFA, wygrywając rozgrywki Pucharu Intertoto (razem z 10 innymi klubami), pokonując w finałowym dwumeczu szkocki Hibernian.
W sezonie 2023/2024 zespół spadł z Superligaen do 1. division po 25 latach gry na najwyższym szczeblu rozgrywkowym. W następnym sezonie powrócił do najwyższej ligi duńskiej.

## Skład na sezon 2024/2025
Stan na 5 września 2024
| Nr | Poz. | Piłkarz              |
| -- | ---- | -------------------- |
| 1  | BR   | Martin Hansen        |
| 2  | OB   | Nicholas Mickelson   |
| 4  | OB   | Bjørn Paulsen        |
| 5  | OB   | Mihajlo Ivančević    |
| 6  | PO   | Jakob Bonde          |
| 7  | PO   | Tom Trybull          |
| 8  | PO   | Alasana Manneh       |
| 10 | NA   | Louicius Don Deedson |
| 11 | PO   | Markus Jensen        |
| 13 | OB   | Julius Berthel Askou |
| 14 | OB   | Gustav Grubbe        |
| 15 | OB   | Marcus McCoy         |

| Nr | Poz. | Piłkarz                 |
| -- | ---- | ----------------------- |
| 16 | BR   | Viljar Myhra (kapitan)  |
| 17 | NA   | Luca Kjerrumgaard       |
| 18 | PO   | Max Ejdum               |
| 19 | NA   | Johannes Selvén         |
| 20 | OB   | Leeroy Owusu            |
| 21 | PO   | Nikolaj Juul-Sandberg   |
| 24 | OB   | Yaya Bojang             |
| 26 | NA   | Elias Hansborg-Sørensen |
| 28 | OB   | Tobias Slotsager        |
| 29 | OB   | James Gomez             |
| 30 | NA   | Max Fenger              |

## Trenerzy klubu od 1948
Opracowano na podstawie:
| - Denis Neville (1948–50) - Géza Toldi (1950–54) - Jørgen Leschly Sørensen (1954) - Kaj Hansen (1955–58) - Svend Hugger (1958) - Kaj Hansen (1958–61) - Dragisa Milic (1962) - Jørgen Leschly Sørensen (1963) - Richard Møller Nielsen (1964–68) - Børge Jacobsen (1968) - Jack Johnson (1968–72) - Kaj Hansen (1972–74) - Richard Møller Nielsen (1975–85) - Walter Richter (1986–87) - Roald Poulsen (1988–91) - Kim Brink (1991–95) - Viggo Jensen (1995–97) - Roald Poulsen (1997–98) - Jens Plambech (1998) | - Torben Storm (1999–00) - Troels Bech (2000–02) - Uffe Pedersen (2002–04) - Klavs Rasmussen & Troels Bech (1 stycznia 2004 – 30 czerwca 2005) - Bruce Rioch (1 lipca 2005 – 2007) - Michael Hemmingsen (2007) - Lars Olsen (2007 – 14 września 2010) - Uffe Pedersen (14 września 2010 – 7 listopada 2010) - Henrik Clausen (7 listopada 2010 – 26 marca 2012) - Poul Hansen (27 marca 2012 – 30 czerwca 2012) - Troels Bech (1 lipca 2012 – 30 września 2014) - Ove Pedersen (30 września 2014 – 7 czerwca 2015) - Kent Nielsen (8 czerwca 2015 – 30 czerwca 2018) - Jakob Michelsen (1 lipca 2018 – 15 marca 2021) - Michael Hemmingsen (16 marca 2021 – 30 czerwca 2021) - Andreas Alm (1 lipca 2021 – 2 listopada 2023) - Søren Krogh (2 listopada 2023 – 30 czerwca 2025) - Alexander Zorniger (1 lipca 2025 – ) |